# Vera Looser
Vera Looser (geboortenaam: Adrian) (28 oktober 1993) is een Namibische wielrenster.

## Carrière
Vanaf 2012 werd ze elf keer Namibisch kampioen op de weg, zevenmaal kampioen in de tijdrit en driemaal op de mountainbike. In 2016 werd ze Afrikaans kampioen op de weg en in de tijdrit. Bij de editie van 2019 won ze brons op de Afrikaanse Spelen in zowel de weg- als de tijdrit. In 2017 reed ze bij de Spaans-Baskische wielerploeg Bizkaia-Durango. Ze kwam uit voor Namibië op de wegrit van de Olympische Zomerspelen 2016 in Rio de Janeiro en op de Gemenebestspelen in 2014 en 2018.
Ze trouwde in februari 2020 met Konny Looser en draagt sindsdien zijn naam.

## Palmares
2010
 Namibisch kampioen op de weg, junioren
 Namibisch kampioen tijdrijden, junioren
2012
 Namibisch kampioen op de weg, elite
 Namibisch kampioen tijdrijden, elite
 Namibisch kampioen cross-country, elite
 Afrikaans kampioenschap tijdrijden
2013
 Namibisch kampioen cross-country, elite
 Afrikaans kampioenschap op de weg
 Afrikaans kampioenschap tijdrijden
2014
 Namibisch kampioen op de weg, elite
 Namibisch kampioen cross-country marathon, elite
 Namibisch kampioenschap tijdrijden, elite
2015
 Namibisch kampioen op de weg, elite
 Namibisch kampioen tijdrijden, elite
 Afrikaans kampioenschap ploegentijdrit
2016
 Afrikaans kampioen op de weg
 Afrikaans kampioen tijdrijden
 Namibisch kampioen op de weg, elite
 Namibisch kampioen tijdrijden, elite
2017
 Namibisch kampioen op de weg, elite
 Namibisch kampioen tijdrijden, elite
Grand Prix Olten
2018
 Namibisch kampioen op de weg, elite
 Namibisch kampioenschap tijdrijden, elite
Nedbank Cycle Classic
2019
 Namibisch kampioen op de weg, elite
 Namibisch kampioen tijdrijden, elite
 Afrikaanse Spelen, wegrit
 Afrikaanse Spelen, tijdrit
Nedbank Cycle Classic
2020
 Namibisch kampioen op de weg, elite
2021
 Namibisch kampioen op de weg, elite
 Namibisch kampioen tijdrijden, elite
 Afrikaans kampioen op de weg
 Afrikaans kampioen tijdrijden
2022
 Namibisch kampioen op de weg, elite
 Namibisch kampioen tijdrijden, elite
2023
 Namibisch kampioen op de weg, elite
 Namibisch kampioenschap tijdrijden, elite
2024
 Namibisch kampioen op de weg, elite
 Namibisch kampioen tijdrijden, elite
Ronde van Bern